# Жакардовий ткацький верстат

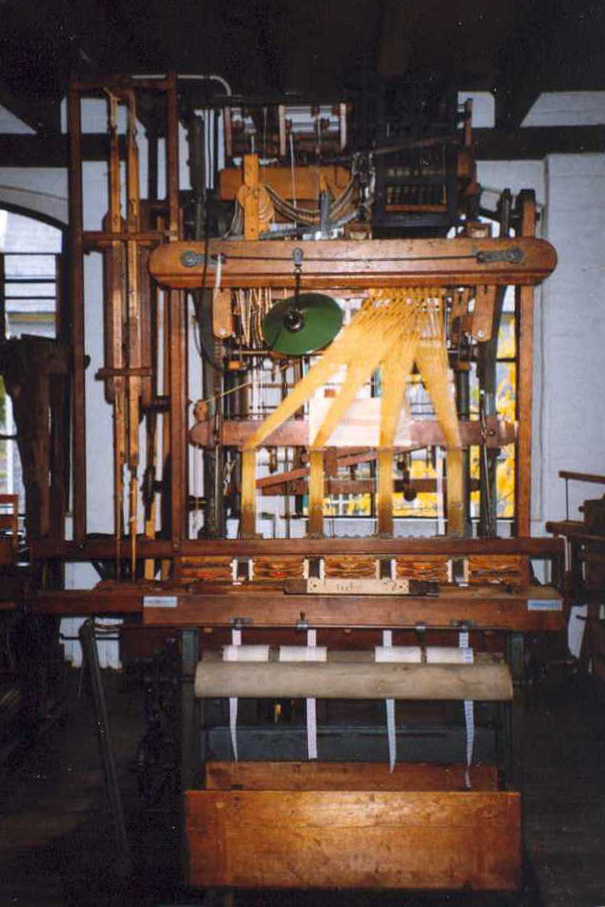
Жакардовий ткацький верстат

Жакардовий верстат, жакардовий верстат, або машина Жаккара, машина Жакарда — доповнення до ткацького верстата для виготовлення тканин з великим візерунком (жакардових). Назва походить від імені французького ткача і винахідника Ж. М. Жакка́ра (фр. Joseph Marie Jacquard; 1752—1834), який її винайшов. Машина Жакарда дає можливість при виникненні зіва на ткацькому верстаті роздільно управляти переміщенням кожної нитки чи невеликої групи ниток основи і виготовляти тканини, рапорт яких складається з великої кількості ниток. За допомогою жаккардової машини можна виготовляти візерункові платтяні та декоративні тканини, килими, скатертини та інше.

## Будова та принцип роботи

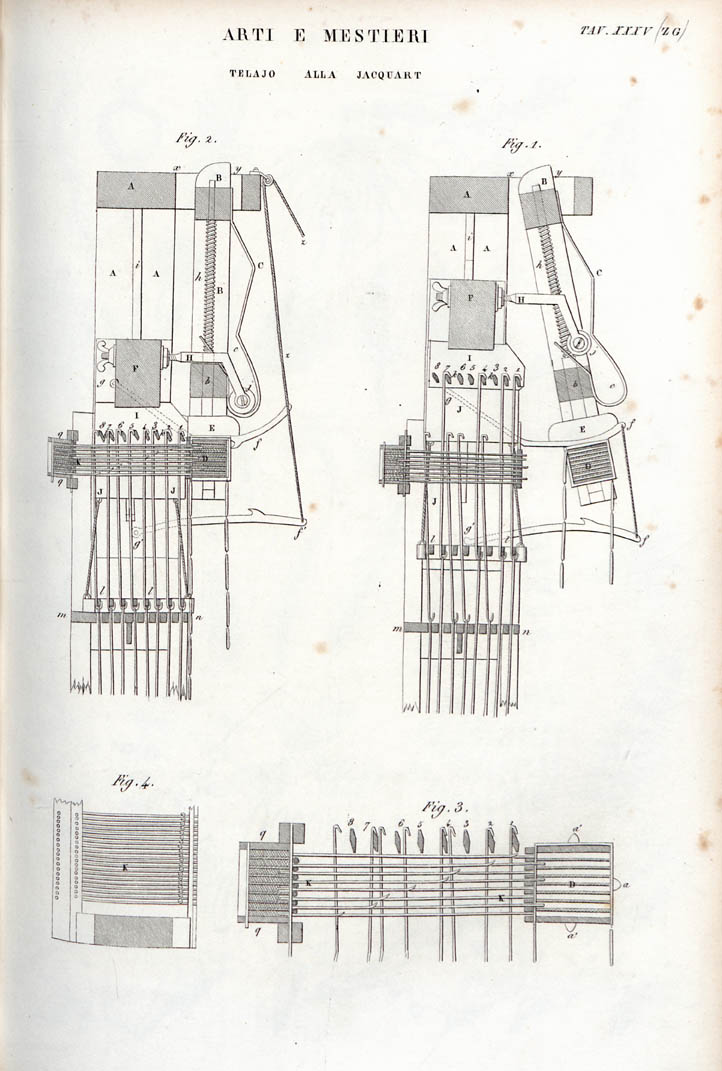
Жакардовий ткацький верстат, 1849

Верстат складається з виконавчого механізму підйому й опускання ниток (тягарців, вічок, ділильної і рамної дощок, шнурів, гачків, рами з піднімальними ножами) та програмного пристрою (призми з перфокартами, голки, голкової дошки), який задає малюнок. Протягом циклу роботи верстата його ножі, закріплені на рамі, рухаються зворотно-поступально, піднімаючи гачки, а призма повертається навколо осі на одну грань, замінюючи перфокарту, і переміщується зворотно-поступально в горизонтальному напрямі, забезпечуючи взаємодію перфокарти з голками. Якщо навпроти голки в перфокарті є отвір, голка входить в отвір призми, а ніж, захопивши гачок, піднімає нитку основи, через що й утворюється ткацький зів — простір для прокладання нитки піткання. У протилежному разі голка відводить гачок з лінії руху ножа, і нитка не буде піднята.

## Опис
Жакардова машина має ножі, гачки, голки, рамну дошку, рамні шнури і перфоровану призму. Нитки основи, простромлені у вічка ничельниць ремізи, пов'язані з машиною за допомогою аркатних шнурів, просмикнутих в ділильну дошку для рівномірного розподілу по ширині верстата. Ножі, закріплені в ножовий рамі, здійснюють зворотно-поступальний рух у вертикальній площині. Гачки, що знаходяться в зоні дії ножів, захоплюються ними і піднімаються вгору, а через рамні й аркатні шнури піднімаються вгору і нитки основи, утворюючи верхню частину зіва (основні перекриття в тканини). Гачки, виведені із зони дії ножів, опускаються вниз разом з рамною дошкою. Опускання гачків і ниток основи відбувається під дією сили тяжіння тягарців. Опущені нитки основи утворюють нижню частину зіва (утокові переплетення в тканині). Гачки з зони дії ножів виводяться голками, на які діє призма, що має хитальні і обертальні рухи. На призму надітий картон, що складається з окремих паперових карт, які мають просічені і непросічені місця проти решти голок. Зустрічаючи просічене місце, голка входить в призму, і гачок залишається в зоні дії ножа, а непросічене місце карти переміщує голку і вимикає гачок з взаємодії з ножем. Поєднання просічених і непросічених місць на картах дозволяє здійснити цілком певне чергування підйомів і опускання ниток основи й утворення на тканини візерунка.
Яскравий приклад машини з програмним керуванням, створеної задовго до появи обчислювальних машин. Двійковим кодом набрана перфокарта: «є отвір/немає отвору». Відповідно, якась нитка піднялася, якась ні. Човник прокидає в утворений зів нитку, формуючи двосторонній орнамент, де одна сторона є колірним або фактурним негативом іншої. Оскільки для створення навіть дрібного візерунка, потрібно близько 100 і більше човникових ниток і ще більша кількість ниток основи, створювалася величезна кількість перфорованих карт, які пов'язувалися в єдину стрічку, прокручуючись, вона могла займати два поверхи. Одній перфокарті відповідає один прохід човника.

## Галерея

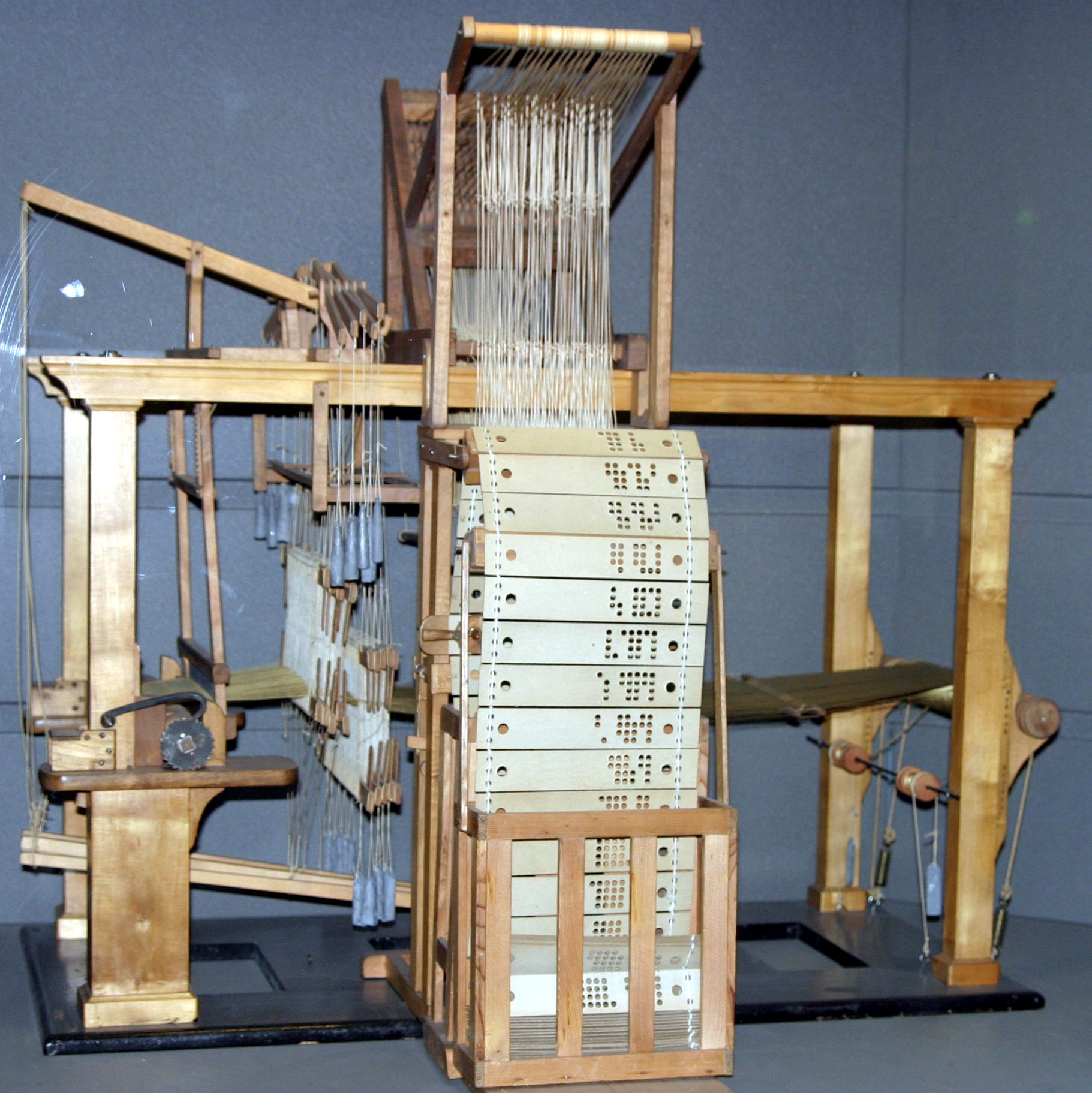
Модель у паризькому музеї мистецтв і ремесел
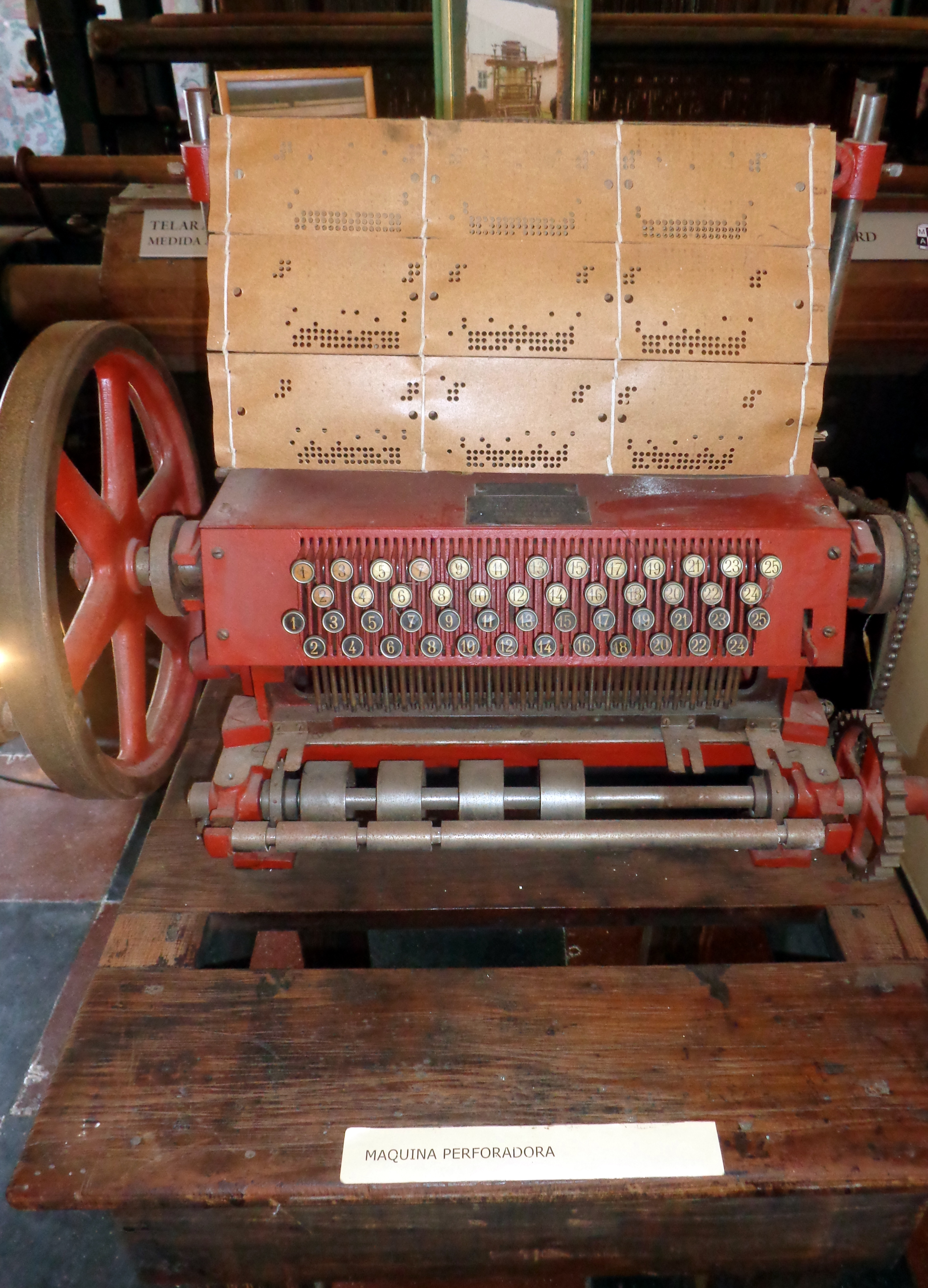
Перфокарти жаккардового верстата
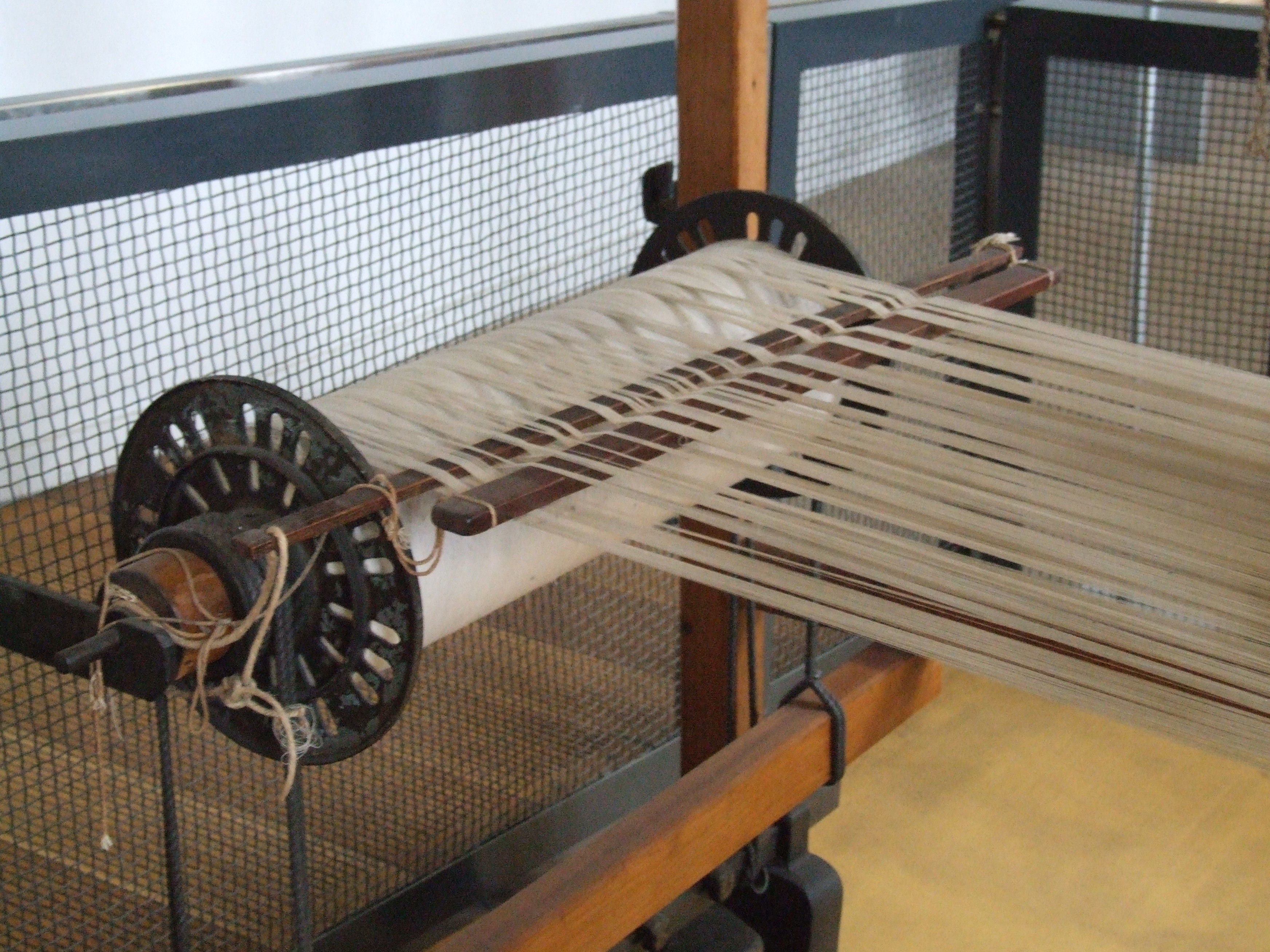
Задній навій з нитками основи і ниткороздільники